# Rockbridge (Town)
Die Town of Rockbridge ist eine von 16 Towns im Richland County im US-amerikanischen Bundesstaat Wisconsin. Im Jahr 2010 hatte die Town of Rockbridge 734 Einwohner.
Town hat in Wisconsin eine grundlegend andere Bedeutung, als im übrigen englischsprachigen Bereich. Vielmehr entspricht sie den in den anderen US-Bundesstaaten üblichen Townships, die nach dem County die nächstkleinere Verwaltungseinheit bilden.

## Geografie
Die Town of Rockbridge liegt im Südwesten Wisconsins und wird Pine River durchflossen, einem rechten Nebenfluss des in den Mississippi mündenden Wisconsin River. Die Grenze zu Iowa befindet sich rund 90 km westlich. Nach Minnesota sind es rund 95 km in nordnordwestlicher Richtung; nach Illinois sind es rund 120 km nach Süden.
Die geografischen Koordinaten des Zentrums der Town of Rockbridge sind 43°25′24″ nördlicher Breite und 90°22′13″ westlicher Länge. Sie erstreckt sich über eine Fläche von 93,7 km². 
Die Town of Rockbridge liegt im Zentrum des Richland County und grenzt an folgende Nachbartowns:
| Town of Bloom    | Town of Henrietta                           | Town of Westford |
| Town of Marshall | Kompassrose, die auf Nachbargemeinden zeigt | Town of Willow   |
| Town of Dayton   | Town of Richland                            | Town of Ithaca   |

## Verkehr
Der Wisconsin State Highway 80 verläuft in Nord-Süd-Richtung durch die Town of Rockbridge. Im Süden der Town mündet der aus nordwestlicher Richtung kommende Wisconsin State Highway 56 in den WI 80 ein. Daneben verlaufen noch die County Highways D und I durch das Gebiet der Town of Rockbridge. Alle weiteren Straßen sind untergeordnete Landstraßen sowie teils unbefestigte Fahrwege.
Mit dem Richland Airport befindet sich rund 20 km südlich der Town ein kleiner Flugplatz. Die nächsten Verkehrsflughäfen sind der Dubuque Regional Airport in Iowa (rund 140 km südsüdwestlich), der La Crosse Regional Airport (rund 110 km nordwestlich) und der Dane County Regional Airport in Wisconsins Hauptstadt Madison (rund 120 km ostsüdöstlich).

## Bevölkerung
Nach der Volkszählung im Jahr 2010 lebten in der Town of Rockbridge 734 Menschen in 293 Haushalten. Die Bevölkerungsdichte betrug 7,8 Einwohner pro Quadratkilometer. In den 293 Haushalten lebten statistisch je 2,51 Personen. 
Ethnisch betrachtet bestand die Bevölkerung mit 5 Ausnahmen nur aus Weißen. Unabhängig von der ethnischen Zugehörigkeit waren 0,1 Prozent (eine Person) der Bevölkerung spanischer oder lateinamerikanischer Abstammung. 
23,8 Prozent der Bevölkerung waren unter 18 Jahre alt, 58,9 Prozent waren zwischen 18 und 64 und 17,3 Prozent waren 65 Jahre oder älter. 47,7 Prozent der Bevölkerung war weiblich.
Das mittlere jährliche Einkommen eines Haushalts lag bei 58.958 USD. Das Pro-Kopf-Einkommen betrug 24.663 USD. 7,6 Prozent der Einwohner lebten unterhalb der Armutsgrenze.

## Ortschaften in der Town of Rockbridge
Neben Streubesiedlung existieren in der Town of Rockbridge noch folgende gemeindefreie Siedlungen:
- Buck Creek
- Rockbridge